# Stayneria neilii
Stayneria neilii är en isörtsväxtart som först beskrevs av L. Bol., och fick sitt nu gällande namn av L. Bol. Stayneria neilii ingår i släktet Stayneria och familjen isörtsväxter. Inga underarter finns listade i Catalogue of Life.